# Internationale Filmfestspiele Berlin 2012

Offizielles Berlinale-Plakat 2012

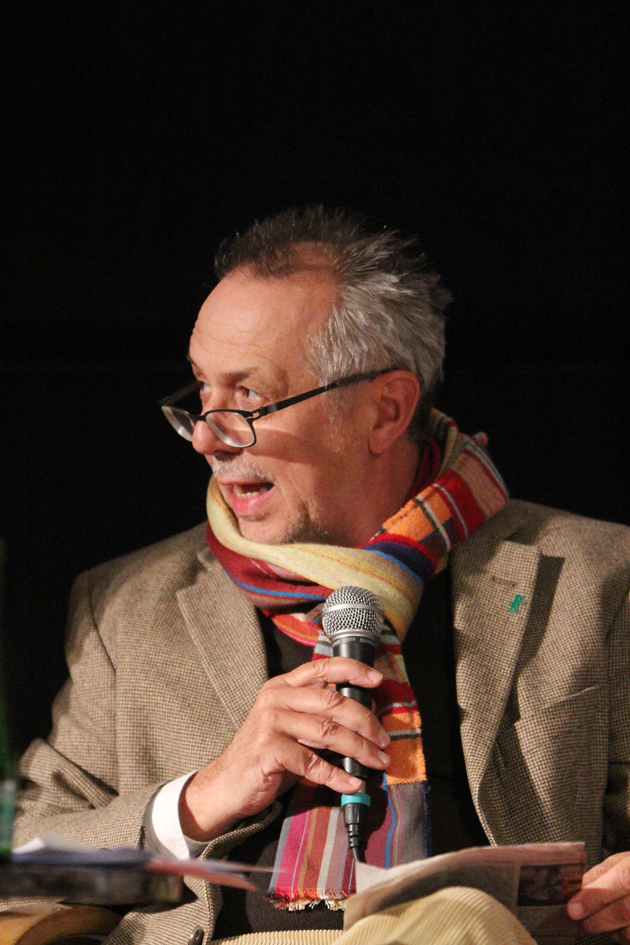
Festivaldirektor Dieter Kosslick

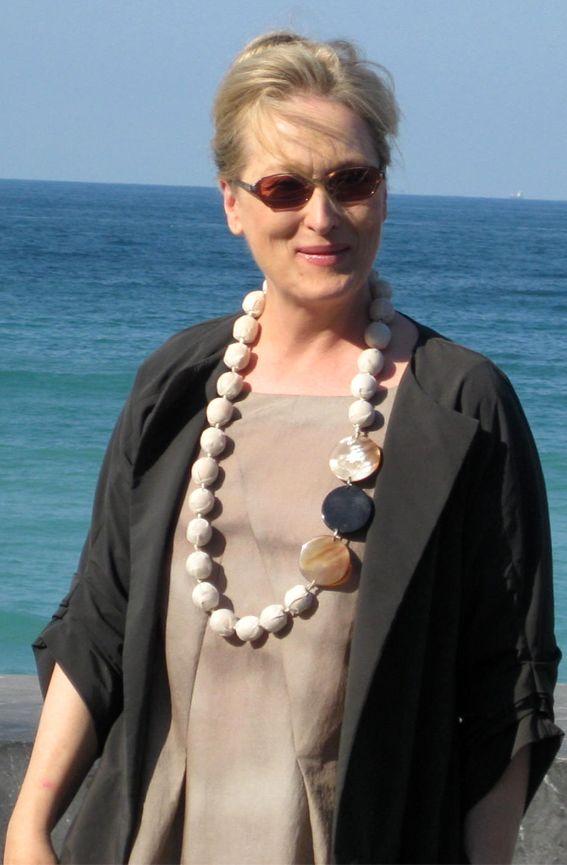
Erhielt den Goldenen Ehrenbären für ihr Lebenswerk: Meryl Streep

Die 62. Internationalen Filmfestspiele Berlin (Berlinale) fanden vom 9. bis 19. Februar 2012 statt. Gemeinsam mit Cannes und Venedig zu den bedeutendsten Filmfestivals der Welt zählend, stand es zum elften Mal unter der Leitung von Dieter Kosslick. Mit dem Goldenen Bären, den Hauptpreis des Filmfestivals, wurde der italienische Beitrag Cäsar muss sterben (Originaltitel: Cesare deve morire) von Paolo und Vittorio Taviani ausgezeichnet.
In den offiziellen Sektionen wurden 395 Filme in insgesamt 966 Vorführungen gezeigt, zehn Filme mehr als im Vorjahr. 87 Titel wurden von Deutschland produziert oder koproduziert. Die Filme wurden in 22 über Berlin verteilte Kinos und Spielstätten gezeigt – Hauptspielstätte war wie schon in den letzten Jahren das Theater am Potsdamer Platz („Berlinale Palast“), in dem u. a. alle Wettbewerbsfilme uraufgeführt wurden. Da die Produktionen noch keine Altersfreigabe der Freiwilligen Selbstkontrolle der Filmwirtschaft (FSK) erhalten hatten, waren alle Vorstellungen – mit Ausnahme der Sektion Generation – ab 18 Jahren zugelassen. 750 weitere Filme wurden im Rahmen des European Film Market (EFM) aufgeführt. Die Finanzierung des Festivals lag wie im Vorjahr bei 19,5 Mio. Euro, 6,5 Mio. davon wurden aus Bundesmitteln bereitgestellt.
Eröffnet wurde das Filmfestival mit Benoît Jacquots im Wettbewerb befindlichen Historienfilm Les adieux à la reine. Dieter Kosslick, dessen Vertrag als Leiter der Berlinale im Vorfeld verlängert wurde, nannte Migration und Rechtsradikalismus als thematische Schwerpunkte für die Berlinale 2012. Außerdem sollten die Solidaritätsaktionen für iranische Filmemacher fortgeführt werden. Nachdem im Vorjahr die Werke des zu einer Haftstrafe verurteilten Jafar Panahi in mehreren Sektionen der Filmfestspiele gezeigt worden waren, sollten 2012 u. a. Panahi, dessen Co-Regisseur Mojtaba Mirtahmasb und Mohammad Rasulof als Ehrengäste nach Berlin eingeladen werden. Diese kamen jedoch der Einladung nicht nach. Die Filmemacher wären nicht mehr im Gefängnis gewesen, hätten aber laut Kosslick zum Teil nicht ausreisen dürfen.
Als Moderatorin für die Eröffnungs- und Abschlussgala wurde die deutsche Komikerin und Schauspielerin Anke Engelke verpflichtet. Engelke war bereits von 2003 bis 2005 und von 2010 bis 2011 Berlinale-Moderatorin gewesen.
Bereits im Vorfeld als Gewinnerin fest standen die US-amerikanische Schauspielerin Meryl Streep, die am 14. Februar 2012 im Rahmen der Deutschland-Premiere ihres Films Die Eiserne Lady mit dem Goldenen Ehrenbären für ihr Lebenswerk ausgezeichnet wurde. Streep, die am häufigsten für den Oscar nominierte Schauspielerin, war bereits 1999 mit der Berlinale Kamera sowie 2003 mit dem Silbernen Bären als beste Darstellerin ausgezeichnet worden. Außerdem wurden das Filmstudio Babelsberg, der deutsche Filmemacher Haro Senft und der US-amerikanische Erfinder Ray Dolby mit der Berlinale Kamera geehrt.
Nach wiederholter Kritik am Wettbewerbsprogramm hatte Kosslick im Vorfeld eine terminliche Verschiebung der Berlinale aufgrund von Kooperationen mit den Filmfestivals von Rotterdam und Sundance ausgeschlossen, die vor der Berlinale abgehalten werden. Bei einer Verschiebung in den Herbst würde das Festival mit den Filmfestspielen von Venedig und Toronto konkurrieren. Im Vorfeld der Berlinale hatte der US-amerikanische Filmregisseur Martin Scorsese Interesse bekundet, mit seinem im Oktober 2011 uraufgeführten Film Hugo Cabret das Filmfestival zu eröffnen. Da der Fantasyfilm aber zum Start der Filmfestspiele bereits in den Vereinigten Staaten und in Europa eine reguläre Kinoauswertung erfahren hätte, wurde Hugo Cabret nicht ins Programm aufgenommen.

## Offizielle Sektionen

### Internationaler Wettbewerb

#### Internationale Jury

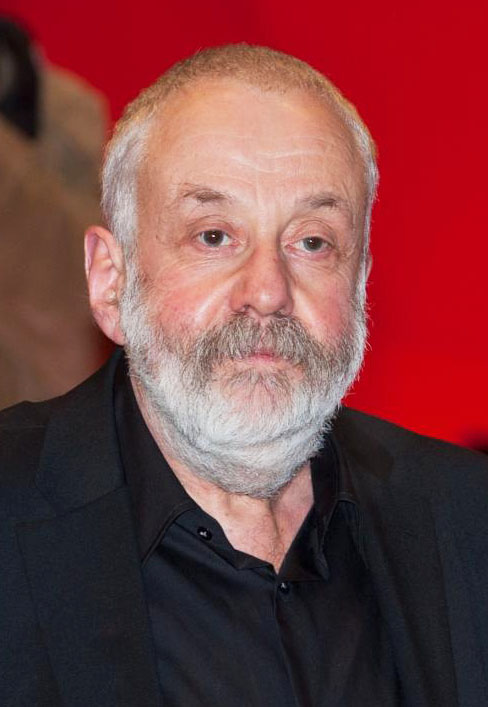
Diesjähriger Jurypräsident: Mike Leigh

Als Jurypräsident der Berlinale 2012 wurde Anfang Dezember 2011 Mike Leigh präsentiert. Der improvisationsfreudige britische Film-, Fernseh- und Theaterregisseur zählt neben Ken Loach und Stephen Frears zu den bedeutendsten Vertretern des New British Cinema und wurde in seiner Karriere bislang siebenmal für den Oscar nominiert. Leighs künstlerisches Anliegen ist es laut eigenen Angaben, „außergewöhnliche Filme über das gewöhnliche Leben zu machen“. Häufig erzählt er humorvolle Geschichten von der sozialen Unterschicht. 1984 lief sein Spielfilm Meantime in der Berlinale-Sektion Forum, sein Kurzfilm The Short and Curlies (1988) und sein Spielfilm Life is Sweet (1991) wurden in der Sektion Panorama gezeigt. 2008 konkurrierte Leigh mit Happy-Go-Lucky erstmals um den Goldenen Bären.
Dem Jurypräsidenten standen sieben Jurymitglieder zur Seite, eine Person mehr als im Vorjahr. Es handelte sich überwiegend um Filmschaffende:
- Anton Corbijn – niederländischer Fotograf und Filmregisseur
- Asghar Farhadi – iranischer Filmregisseur (Gewinner des Goldenen Bären 2011)
- Charlotte Gainsbourg – französische Schauspielerin und Sängerin
- Jake Gyllenhaal – US-amerikanischer Schauspieler
- François Ozon – französischer Filmregisseur (viermaliger Teilnehmer am Wettbewerb)
- Boualem Sansal – algerischer Schriftsteller
- Barbara Sukowa – deutsche Schauspielerin und Sängerin

#### Filme

##### Deutsche und europäische Beiträge

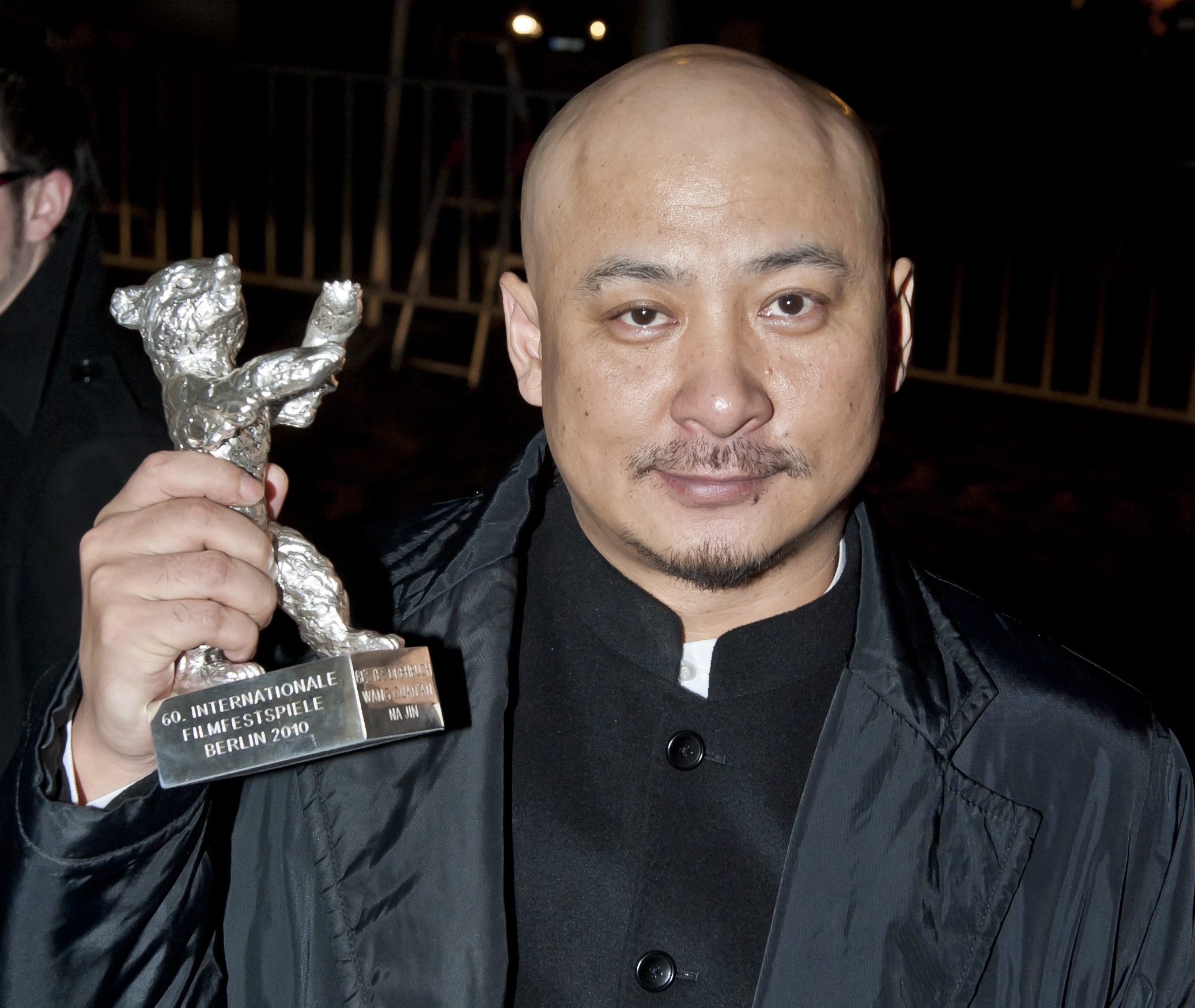
Wang Quan’an (Bai lu yuan)

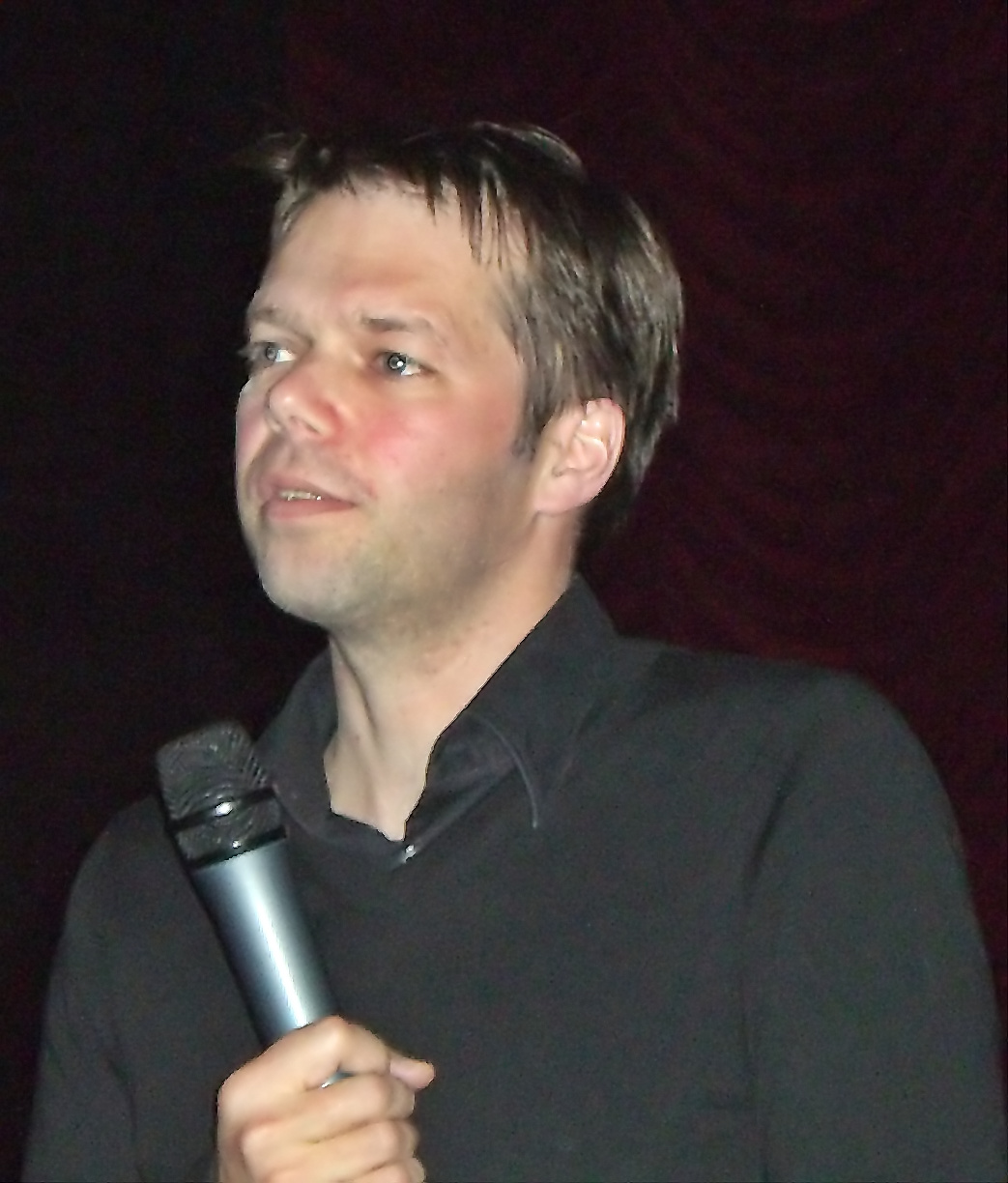
Hans-Christian Schmid (Was bleibt)

Das offizielle Programm wurde am 31. Januar 2012 in Berlin von Dieter Kosslick vorgestellt, nachdem die ersten Wettbewerbsbeiträge bereits am 19. Dezember 2011 bekanntgegeben worden waren. Zugelassen waren Spielfilme ab 70 Minuten Laufzeit, die innerhalb von zwölf Monaten vor Festivalbeginn fertiggestellt worden waren. 18 Produktionen aus 21 Ländern konkurrierten um den Goldenen Bären, den Hauptpreis des Festivals. Es handelte sich bei allen Filmen ausschließlich um Weltpremieren. Wie in den Vorjahren kamen die meisten Beiträge aus Europa (12), gefolgt von Asien (3), Nordamerika (2) und Afrika (1). Filme aus Ozeanien blieben unberücksichtigt. Die Regisseure von 14 Filmen (Nikolaj Arcel, Antonio Chavarrías, Edwin, Bence Fliegauf, Miguel Gomes, Alain Gomis, Benoît Jacquot, Ursula Meier, Brillante Mendoza, Kim Nguyen, Spiros Stathoulopoulos, Paolo und Vittorio Taviani, Billy Bob Thornton und Frédéric Videau) erhielten ihre erste Einladung in den Wettbewerb, während mit Wang Quan’an auch ein früherer Goldener-Bär-Gewinner zum dritten Mal vertreten war. Der Chinese hatte den Hauptpreis 2007 für Tuyas Hochzeit gewonnen und verfilmte mit Bai lu yuan den gleichnamigen Historienroman von Chen Zhongshi, der wegen expliziter Sexszenen lange Zeit auf dem Index stand. Das über dreistündige Drama spielt zum Ende des chinesischen Kaiserreichs und konzentriert sich auf den Streit zweier Großfamilien in der Provinz Shaanxi und eine junge Frau, die zwischen die Fronten gerät.
Mit drei Beiträgen waren deutsche Filmemacher am häufigsten vertreten. Dabei handelte es sich ausschließlich um Autorenfilmer. Hans-Christian Schmid erhielt bereits seine vierte Einladung in den Wettbewerb, so oft wie kein anderer Regisseur bei der Auflage 2012. In Was bleibt erzählt er von einer deutschen Familie, die sich mit dem Verschwinden der unter Depressionen leidenden Mutter (gespielt von Corinna Harfouch) konfrontiert sieht. Christian Petzold, der zum dritten Mal um den Goldenen Bären konkurrierte, arbeitete für Barbara zum fünften Mal mit der Schauspielerin Nina Hoss zusammen. In dem Drama, das zur Zeit der DDR im Jahr 1980 angesiedelt ist, stellt Hoss eine Ärztin dar, die an ein Provinzkrankenhaus versetzt wird, nachdem sie erfolglos einen Ausreiseantrag gestellt hat. Zum zweiten Mal im Wettbewerb vertreten war Matthias Glasner, der in Gnade wiederholt Jürgen Vogel eine Rolle anvertraute. Das Drama erzählt von einem deutschen Paar (gespielt von Vogel und Birgit Minichmayr), das nach Norwegen auswandert und dort mit der Schuldfrage an einem Verkehrsunfall konfrontiert wird.

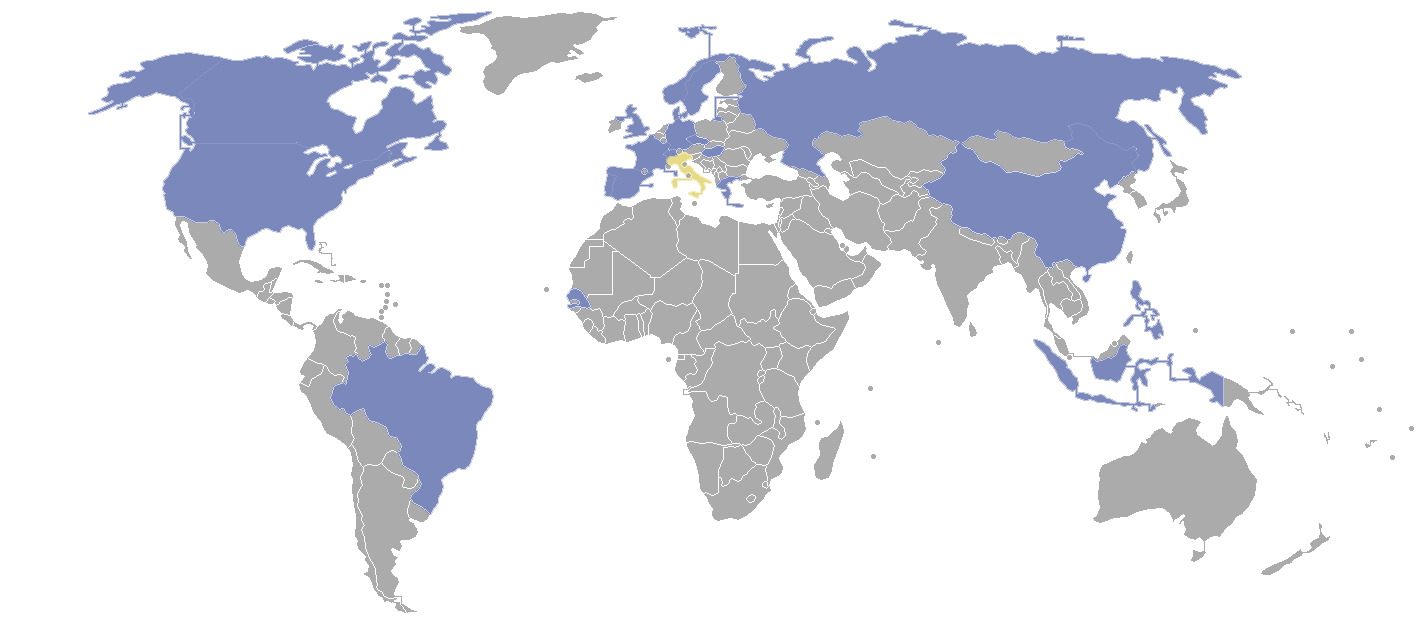
Länder, die im Wettbewerb um den Goldenen Bären für den besten Spielfilm vertreten sind (inkl. Koproduktionsländer; gold eingefärbt: Italien)

Als einzige Filmregisseurin war die Franko-Schweizerin Ursula Meier im Wettbewerb vertreten. In L’enfant d’en haut stellt sie einen zwölfjährigen Jungen (dargestellt von Kacey Mottet Klein) in den Mittelpunkt, der regelmäßig in einem Skihotel auf Raubzüge geht, um seine Beute – vor allem Ski-Ausrüstung von Touristen – zu Geld zu machen. Mit Benoît Jacquot und Frédéric Videau erhielten auch zwei französische Regisseure Einladungen. Basierend auf dem gleichnamigen Roman von Chantal Thomas (ins Deutsche unter dem Titel Leb wohl, Königin! übersetzt) berichtet Jacquots Berlinale-Eröffnungsfilm Les adieux à la reine – aus der Perspektive der Dienerschaft von Versailles – von den ersten Tagen der Französischen Revolution. Videau erzählt in À moi seule von der Entführung eines Mädchens (gespielt von Agathe Bonitzer), dass acht Jahre lang in einem fensterlosen Keller festgehalten wird, ehe diesem die Flucht gelingt. Bence Fliegauf ließ sich für seinen Film Csak a szél von einer Mordserie an Roma in Ungarn inspirieren und erzählt von einer Roma-Familie, die nahe einem Tatort wohnt. Das italienische Brüderpaar Paolo und Vittorio Taviani begleitete für seinen Film Cesare deve morire sechs Monate lang Häftlinge in einem Hochsicherheitstrakt des römischen Gefängnisses Rebibbia, wo diese Proben für das Shakespeare-Stück Julius Cäsar abhielten.
Ergänzt wurden die Beiträge von europäischen Regisseuren durch den Dänen Nikolaj Arcel, den Griechen Spiros Stathoulopoulos, den Portugiesen Miguel Gomes und den Spanier Antonio Chavarrías. Arcel nahm sich in dem Historiendrama En kongelig affære der Beziehung zwischen dem deutschen Arzt und Aufklärer Johann Friedrich Struensee und der dänischen Königin Caroline Mathilde (gespielt von Mads Mikkelsen und Alicia Vikander) an. Stathoulopoulos’ Metéora spielt in den gleichnamigen griechischen Klöstern in Thessalien und rückt die Liebesbeziehung zwischen einem griechischen Mönch (dargestellt von Theo Alexander) und einer russisch-orthodoxen Nonne (Tamila Koulieva) in den Mittelpunkt. Miguel Gomes bediente sich für seinen Film Tabu zahlreicher Anspielungen aus der Filmgeschichte und erzählt – teils in Schwarzweiß-Bildern – von einer sterbenden, alten Portugiesin, die während der Kolonialzeit eine abenteuerliche Liebesgeschichte erlebte. Antonio Chavarrías fertigte mit Dictado einen Psychothriller, der von einem kinderlosen Paar berichtet, das sich der kleinen Tochter eines Selbstmörders annimmt.

##### Filme aus Asien

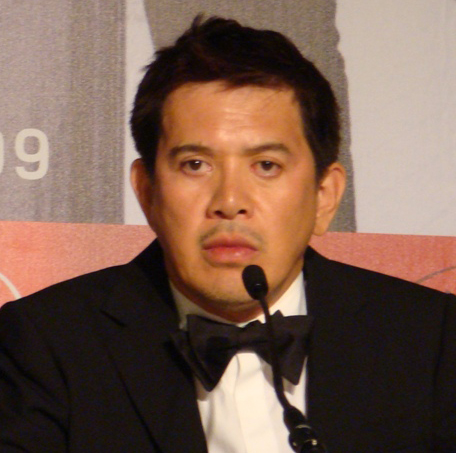
Brillante Mendoza (Captive)

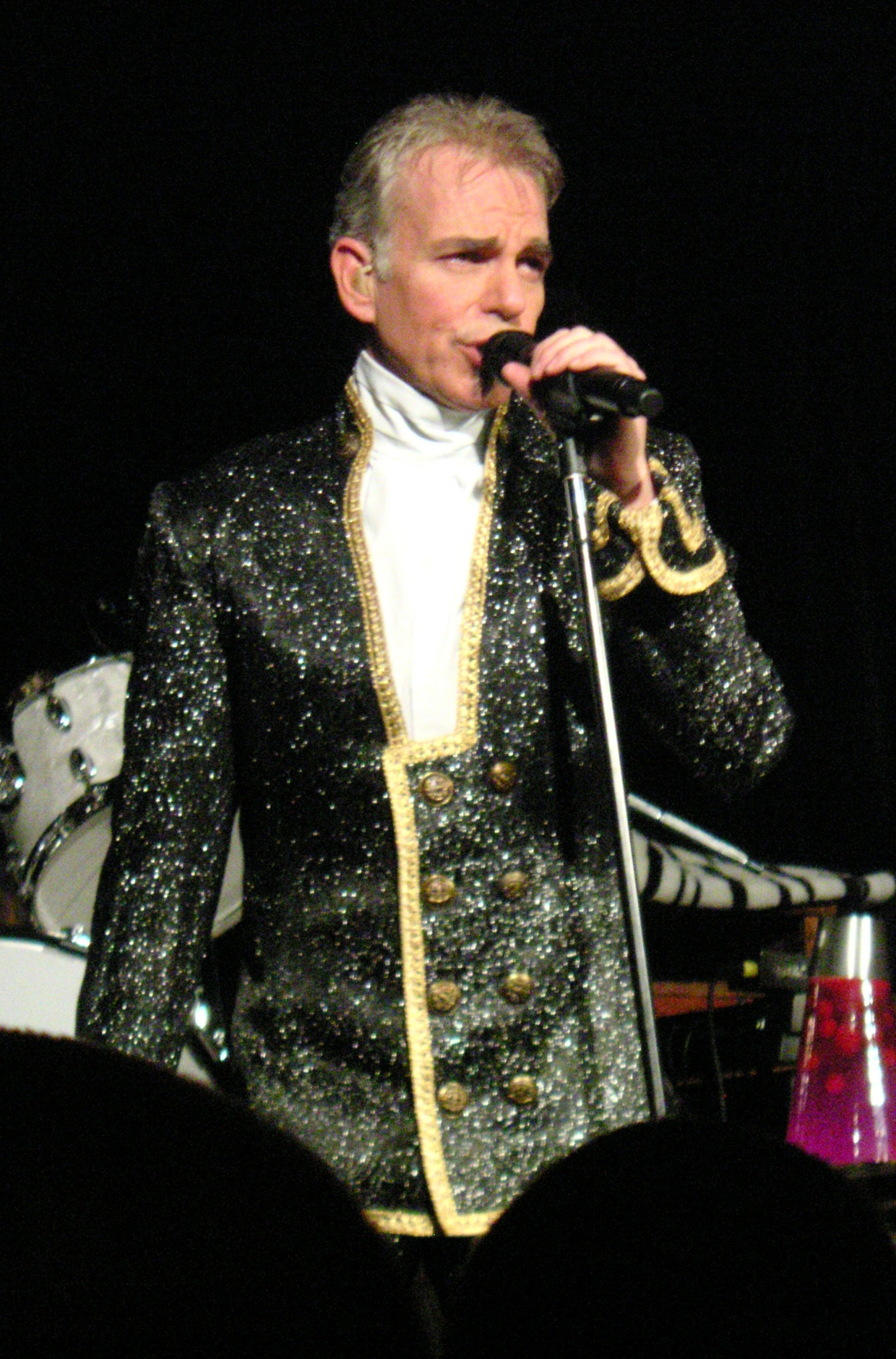
Billy Bob Thornton (Jayne Mansfield’s Car)

Neben Wang Quan’an erhielten zwei weitere Regisseure aus Asien Einladungen in den Wettbewerb. Der philippinische Regisseur Brillante Mendoza (2009 mit dem Regiepreis der Filmfestspiele von Cannes ausgezeichnet) stellt in der französisch-philippinischen Koproduktion Captive – Entführt eine Mitarbeiterin einer humanitären Hilfsorganisation (gespielt von Isabelle Huppert) in den Mittelpunkt, die gemeinsam mit einer Gruppe von Touristen auf der Insel Palawan von der islamistischen militanten Untergrundorganisation Abu Sajaf entführt wird. Der Indonesier Edwin erzählt in Kebun binatang von einer jungen Frau (dargestellt von Ladya Cheryl), die im Zoo von Jakarta von Tierpflegern neben Giraffen oder Elefanten großgezogen wird.

##### Beiträge aus Nordamerika und Afrika
Aus Nordamerika konkurrierten der US-amerikanische Schauspieler, Filmemacher und Sänger Billy Bob Thornton sowie der kanadische Regisseur Kim Nguyen um den Goldenen Bären. Billy Bob Thornton berichtet in dem Ende der 1960er Jahre spielenden Jayne Mansfield’s Car von zwei Familien aus den USA und Großbritannien, die durch den Tod der gemeinsamen Mutter aufeinander treffen. Nguyen verfilmte mit Rebelle die Geschichte zweier afrikanischer Kindersoldaten, denen die Flucht gelingt. Beide versuchen daraufhin, in ihr Dorf zurückzukehren.
Als einziger Beitrag eines afrikanischen Landes gelangte Aujourd’hui des Franko-Senegalesen Alain Gomis in den Wettbewerb. Darin erahnt ein aus den USA zurückgekehrter Senegalese (gespielt von dem amerikanischen Musiker und Schauspieler Saul Williams) seinen nahen Tod und beginnt daraufhin, seine Familie und Freunde aufzusuchen.

##### Liste der Wettbewerbsfilme
| Filmtitel (Verweistitel)                    | Regie                          | Land                                                         | Darsteller (Auswahl)                                                               |
| ------------------------------------------- | ------------------------------ | ------------------------------------------------------------ | ---------------------------------------------------------------------------------- |
| À moi seule                                 | Frédéric Videau                | Frankreich                                                   | Agathe Bonitzer, Reda Kateb, Hélène Fillières, Noémie Lvovsky                      |
| Aujourd’hui                                 | Alain Gomis                    | Frankreich, Senegal                                          | Saul Williams, Aïssa Maïga, Djolof M'bengue                                        |
| Bai lu yuan                                 | Wang Quan’an                   | Volksrepublik China                                          | Zhang Fengyi, Zhang Yuqi, Wu Gang                                                  |
| Barbara                                     | Christian Petzold              | Deutschland                                                  | Nina Hoss, Ronald Zehrfeld                                                         |
| Captive – Entführt                          | Brillante Mendoza              | Frankreich, Philippinen, Deutschland, Vereinigtes Königreich | Isabelle Huppert, Katherine Mulville, Marc Zanetta                                 |
| Cäsar muss sterben                          | Paolo Taviani Vittorio Taviani | Italien                                                      | Cosimo Rega, Salvatore Striano, Giovanni Arcuri, Antonio Frasca                    |
| Gnade                                       | Matthias Glasner               | Deutschland, Norwegen                                        | Jürgen Vogel, Birgit Minichmayr, Henry Stange                                      |
| Jayne Mansfield’s Car                       | Billy Bob Thornton             | Russland, Vereinigte Staaten                                 | Billy Bob Thornton, Robert Duvall, John Hurt, Kevin Bacon                          |
| Just the Wind                               | Bence Fliegauf                 | Ungarn, Deutschland, Frankreich                              | Lajos Sárkány, Katalin Toldi, Gyöngyi Lendvai, György Told                         |
| Die Königin und der Leibarzt                | Nikolaj Arcel                  | Dänemark, Tschechische Republik, Deutschland, Schweden       | Mads Mikkelsen, Alicia Vikander, Trine Dyrholm, David Dencik, Mikkel Boe Følsgaard |
| Leb wohl, meine Königin!                    | Benoît Jacquot                 | Frankreich, Spanien                                          | Léa Seydoux, Diane Kruger, Xavier Beauvois, Virginie Ledoyen                       |
| The Little Girl – Das Böse hat einen Namen  | Antonio Chavarrías             | Spanien                                                      | Juan Diego Botto, Bárbara Lennie, Mágica Pérez                                     |
| Meteora                                     | Spiros Stathoulopoulos         | Deutschland, Griechenland                                    | Theo Alexander, Tamila Koulieva                                                    |
| Die Nacht der Giraffe                       | Edwin                          | Indonesien, Deutschland, Hongkong, Volksrepublik China       | Ladya Cheryl, Nicholas Saputra                                                     |
| Die Rebellin                                | Kim Nguyen                     | Kanada                                                       | Rachel Mwanza, Alain Bastien, Serge Kanyinda                                       |
| Tabu – Eine Geschichte von Liebe und Schuld | Miguel Gomes                   | Portugal, Deutschland, Brasilien, Frankreich                 | Teresa Madruga, Laura Soveral, Ana Moreira, Carloto Cotta                          |
| Was bleibt                                  | Hans-Christian Schmid          | Deutschland                                                  | Lars Eidinger, Corinna Harfouch, Sebastian Zimmler, Ernst Stötzner                 |
| Winterdieb                                  | Ursula Meier                   | Schweiz, Frankreich                                          | Léa Seydoux, Kacey Mottet Klein, Gillian Anderson, Martin Compston                 |

##### Außer Konkurrenz

Berlinale-Programm und -Kinokarten der 62. Auflage

Außer Konkurrenz waren innerhalb des Wettbewerbsprogramms folgende Filme zu sehen:
- Bel Ami – Regie: Declan Donnellan und Nick Ormerod (mit Robert Pattinson, Uma Thurman, Kristin Scott Thomas, Christina Ricci)
- Extrem laut & unglaublich nah – Regie: Stephen Daldry (mit Tom Hanks, Sandra Bullock, Max von Sydow, Thomas Horn)
- The Flowers of War – Regie: Zhang Yimou (mit Christian Bale, Ni Ni, Atsuro Watabe)
- Flying Swords Of Dragon Gate – Regie: Tsui Hark (mit Jet Li, Zhou Xun, Chen Kun, Kwai Lun Mei)
- Haywire – Regie: Steven Soderbergh (mit Gina Carano, Ewan McGregor, Michael Fassbender, Channing Tatum)
- Shadow Dancer – Regie: James Marsh (mit Clive Owen, Andrea Riseborough, Gillian Anderson)

### Berlinale Shorts
Im offiziellen Kurzfilmwettbewerb waren 27 Filme aus 22 Ländern vertreten, darunter 20 Weltpremieren. Zugelassen waren Spiel-, Dokumentar-, Experimental- und Animationsfilme bis zu einer maximalen Laufzeit von 30 Minuten (inkl. Abspann). Wie im Internationalen Wettbewerb werden auch im Rahmen der Berlinale Shorts Goldene und Silberne Bären durch eine internationale Jury vergeben. Diese bestand 2011 aus der deutschen Schauspielerin Sandra Hüller, die palästinensisch-amerikanische Künstlerin Emily Jacir und der irische Filmemacher David O’Reilly, der 2009 in der Sparte den Hauptpreis für Please Say Something gewonnen hatte. Darüber hinaus vergab die Jury die Nominierung für den besten europäischen Kurzfilm (Prix EFA) und ein Stipendium in Berlin. Eingeladen wurden u. a. die Kurzfilme der Peruanerin Claudia Llosa (Goldener Bär 2009 für Eine Perle Ewigkeit) und des 2010 verstorbenen deutschen Künstlers Christoph Schlingensief. Kuratorin des Programms war Maike Mia Höhne.
In einem Special wurde am 18. Februar 2012 der Episodenfilm Magyarország 2011 (Hungary 2011) gezeigt, der die politische und soziale Situation in Ungarn widerspiegelt. An dem Film waren u. a. Márta Mészáros und Miklós Jancsó beteiligt. Béla Tarr wurde als Gesprächsgast eingeladen.
Kurzfilmwettbewerb
- Ad balloon von Lee Woo-jung (Republik Korea, 24 min)
- An das Morgengrauen von Mariola Brillowska (Deutschland, 3 min)
- Ein Mädchen Namens Yssabeau von Rosana Cuellar (Deutschland / Mexiko, 18 min)
- Enakkum Oru Per von Suba Sivakumaran (Vereinigte Staaten / Sri Lanka, 12 min)
- Erotic Fragments No. 1,2,3 von Anucha Boonyawatana (Thailand, 7 min)
- Gurehto Rabitto von Atsushi Wada (Frankreich, 7 min)
- impossible exchange von Mahmoud Hojeij (Libanon, 10 min)
- Karrabing! Low Tide Turning von Liza Johnson und Elizabeth A. Povinelli (Australien, 14 min)
- La Santa von Mauricio López Fernández (Chile, 14 min)
- LI.LI.TA.AL. von Akihito Izuhara (Japan, 8 min)
- Licuri Surf von Guile Martins (Brasilien, 15 min)
- Loxoro von Claudia Llosa (Spanien / Peru / Argentinien / USA, 19 min)
- Mah-Chui von Kim Souk-young (Republik Korea, 23 min)
- Nostalgia von Gustavo Rondón Córdova (Venezuela, 30 min)
- Panchabhuta von Mohan Kumar Valasala (Indien, 15 min)
- PUSONG WAZAK! Isa Na Namang Kwento Ng Pag-ibig Sa Pagitan Ng Isang Kriminal at Isang Puta von Khavn De La Cruz (Philippinen, 15 min)
- Rafa von João Salaviza (Portugal / Frankreich, 25 min)
- Say Goodbye to the Story' (ATT 1/11) von Christoph Schlingensief (Deutschland, 23 min)
- Shi Luo Zhi Di von Zhou Yan (Volksrepublik China, 25 min)
- Strauß.ok von Jeanne Faust (Deutschland, 5 min)
- The End von Barcelo (Frankreich, 17 min)
- The Man that Got Away von Trevor Anderson (Kanada, 25 min)
- Utsikter von Marcus Harrling und Moa Geistrand (Schweden, 12 min)
- Uzushio von Naoto Kawamoto (Japan, 6 min)
- Vilaine Fille Mauvais Garçon von Justine Triet (Frankreich, 30 min)
- Yi chang ge ming zhong hai wei lai de ji ding yi de xing wei von Sun Xun (Volksrepublik China, 12 min)
- zounk! von Billy Roisz (Österreich, 6 min)

### Berlinale Special
In der Sonderreihe, einschließlich der Berlinale Special Gala, werden sowohl Neuproduktionen als auch Wiederaufführungen an Filmklassikern präsentiert, u. a. im Zusammenhang mit der Vergabe der Goldenen Kamera. Die Auswahl trifft Dieter Kosslick. Veranstaltungsorte waren 2012 das Haus der Berliner Festspiele, das Kino International und der Friedrichstadt-Palast. In Erinnerung an die vor dem Filmfestival verstorbenen Theo Angelopoulos und Vadim Glowna wurden deren Filme Eleni – Die Erde weint bzw. Desperado City aufgeführt.
- Anton Corbijn inside out von Klaartje Quirijns (2012)
- Ai Weiwei: Never Sorry von Alison Klayman (2012)
- Althawra ... Khabar von Bassam Mortada (2012)
- La chispa de la vida von Álex de la Iglesia (2011)
- Death Row von Werner Herzog (2012)
- Desperado City von Vadim Glowna (1981)
- Don – The King is back von Farhan Akhtar (2011)
- Eleni – Die Erde weint von Theo Angelopoulos (2004)
- Der Fangschuß von Volker Schlöndorff (1976)
- Glück von Doris Dörrie (2012)
- Hijos de las nubes, la última colonia von Álvaro Longoria (2012)
- I, Anna von Barnaby Southcombe (2012)
- In the Land of Blood and Honey von Angelina Jolie (2011)
- Keyhole von Guy Maddin (2011)
- Leben und Sterben des Colonel Blimp von Emeric Pressburger und Michael Powell (1943)
- Marley von Kevin Macdonald (2012)
- Oktjabr von Sergej Eisenstein (1928)
- Side by Side von Chris Kenneally
- Ein Tag mit dem Wind von Haro Senft – Preisträger der Goldenen Kamera (1978)
- The Story of Film von Mark Cousins (2011)
- Young Adult von Jason Reitman (2011)

### Panorama
Die Sektion Panorama wurde zum 33. Mal veranstaltet und widmet sich dem internationalen Film (vorzugsweise Arthouse-Kino und Autorenfilm). 2012 wurden 53 Langfilme aus 37 Ländern gezeigt, darunter 20 Dokumentationen sowie 33 Weltpremieren. Zugelassen waren Spiel- und Dokumentarfilme ab 70 Minuten Laufzeit, die innerhalb von zwölf Monaten vor Festivalbeginn fertiggestellt worden waren. Ausländische Produktionen durften auf einem außereuropäischen Festival gezeigt, im Ursprungsland im Fernsehen ausgestrahlt oder über Video-on-Demand vertrieben werden. Europäischen Filmen (ausgenommen deutschen Produktionen) war es erlaubt, im Ursprungsland, auf einem nationalen Festival veröffentlicht oder eine nationale Kinoauswertung erfahren zu haben. Sektionsleiter ist Wieland Speck.
Eröffnet wurde die Sektion, in der der PanoramaPublikumsPreis vergeben wird, mit Tony Gatlifs Indignados und Małgorzata Szumowskas Elles. Als Vorfilme wurden 7 Deadly Kisses von Sammaria Simanjuntak (Indonesien), A Lazy Summer Afternoon with Mario Montez von John Heys (Deutschland), Green Laser von John Greyson (Kanada) und ZUCHT und ORDNUNG von Jan Soldat (Deutschland) gezeigt.
Spielfilme
- 10+10 von Hou Hsiao-Hsien, Wang Toon, Wu Nien-Jen, Sylvia Chang, Chen Guo-Fu, Wei Te-Sheng, Chung Meng-Hung, Chang Tso-Chi, Arvin Chen, Yang Ya-Che u. a. (Taiwan)
- Atomic Age (L’âge atomique) von Héléna Klotz (Frankreich)
- Bugis Street Redux von Yonfan (Hongkong)
- Cherry – Dunkle Geheimnisse (About Cherry) von Stephen Elliott (Vereinigte Staaten)
- Chocó (Choco) von Jhonny Hendrix Hinestroza (Kolumbien)
- The Convoy von Alexey Mizgirev (Russland)
- Death For Sale von Faouzi Bensaïdi (Frankreich)
- Diaz – Don’t Clean Up This Blood von Daniele Vicari (Italien, Rumänien, Frankreich)
- Dollhouse von Kirsten Sheridan (Irland)
- Elles von Małgorzata Szumowska (Frankreich, Polen, Deutschland)
- Fon Tok Kuen Fah (Headshot) von Pen-Ek Ratanaruang (Thailand, Frankreich)
- From Seoul To Varanasi (From Seoul To Varanasi) von Kyuhwan Jeon (Südkorea)
- Glaube, Liebe, Tod von Peter Kern (Österreich)
- Highway von Deepak Rauniyar (Nepal, Vereinigte Staaten)
- Hot boy noi loan – cau chuyen ve thang cuoi, co gai diem va con vit (Lost In Paradise) von Vu Ngoc Dang (Vietnam)
- Indignados von Tony Gatlif (Frankreich)
- Iron Sky von Timo Vuorensola (Finnland, Niederlande, Australien, Deutschland)
- Keep the Lights On von Ira Sachs (Vereinigte Staaten)
- Kuma von Umut Dağ (Österreich)
- La mer à l’aube (Calm At Sea) von Volker Schlöndorff (Frankreich, Deutschland)
- Leave It On The Floor von Sheldon Larry (Vereinigte Staaten, Kanada)
- Love von Doze und Niu Chen-Zer (China, Taiwan)
- Man On Ground von Akin Omotoso (Südafrika)
- Mai-wei (My Way) von Kang Je-gyu (Südkorea)
- Mommy Is Coming von Cheryl Dunye (Deutschland)
- My Brother The Devil von Sally El Hosaini (Vereinigtes Königreich)
- Rentaneko (Rent-a-Cat) von Naoko Ogigami (Japan)
- Parada (The Parade) von Srđan Dragojević (Serbien, Republik Kroatien, Mazedonien, Slowenien)
- Sharqiya (Central Station) von Ami Livne (Israel, Frankreich, Deutschland)
- Die Wand (The Wall) von Julian Roman Pölsler (Österreich, Deutschland)
- Wilaya von Pedro Pérez Rosado (Spanien)
- The Woman Who Brushed Off Her Tears von Teona Strugar Mitevska (Mazedonien, Deutschland, Slowenien, Belgien)
- Xingu von Cao Hamburger (Brasilien)

Dokumentarfilme
- Anak-Anak Srikandi (Children of Srikandi) vom Children of Srikandi Collective (Deutschland/Indonesien)
- Angriff auf die Demokratie – Eine Intervention (Democracy Under Attack – An Intervention) von Romuald Karmakar (Deutschland)
- Audre Lorde – The Berlin Years 1984 to 1992 von Dagmar Schultz (Deutschland)
- Blut muss fließen – Undercover unter Nazis von Peter Ohlendorf (Deutschland)
- Brötzmann – Da gehört die Welt mal mir (Brötzmann – That’s When The World Is Mine) von Uli M. Schueppel (Deutschland)
- Call Me Kuchu von Malika Zouhali-Worrall und Katherine Fairfax Wright (Vereinigte Staaten)
- Detlef von Stefan Westerwelle und Jan Rothstein (Deutschland)
- Herr Wichmann aus der dritten Reihe (Henryk from the back row) von Andreas Dresen (Deutschland)
- In the Shadow of a Man von Hanan Abdalla (Ägypten)
- König des Comics (King of Comics) von Rosa von Praunheim (Deutschland) über Ralf König
- La Vierge, les Coptes et Moi (The Virgin, the Copts and Me) von Namir Abdel Messeeh (Frankreich/Katar/Ägypten)
- Marina Abramović The Artist is Present (Marina Abramović The Artist is Present) von Matthew Akers (Vereinigte Staaten)
- Olhe pra mim de novo (Look at me again) von Kiko Goifman und Claudia Priscilla (Brasilien)
- The Reluctant Revolutionary von Sean McAllister (Großbritannien)
- The Summit von Franco Fracassi und Massimo Lauria (Italien)
- Ulrike Ottinger – die Nomadin vom See (Ulrike Ottinger – nomad from the lake) von Brigitte Kramer (Deutschland)
- Unter Männern – Schwul in der DDR (Among Men – Gay in East Germany) von Markus Stein und Rösener Ringo (Deutschland)
- Vito von Jeffrey Schwarz (Vereinigte Staaten)
- Wo men de gu shi (Our Story – 10-year “Guerrilla Warfare” of Beijing Queer Film Festival) von Yang Yang (China)
- Words of Witness von Mai Iskander (Vereinigte Staaten)

### Forum
Das Internationale Forum des Jungen Films (kurz: Forum) findet seit 1971 statt und bezeichnet sich selbst als „risikofreudigste Sektion“ der Berlinale. Präsentiert werden Dokumentar- und Spielfilme, darunter Avantgarde-, Experimental- und Essayfilme, Langzeitbeobachtungen und politische Reportagen. Zugelassen waren Filme ab einer Laufzeit von 60 Minuten. Ausländische Produktionen durften auf einem außereuropäischen Festival gezeigt, im Ursprungsland im Fernsehen ausgestrahlt oder über Video-on-Demand vertrieben werden. Europäischen Filmen (ausgenommen deutschen Produktionen) war es erlaubt, im Ursprungsland, auf einem nationalen Festival veröffentlicht oder eine nationale Kinoauswertung erfahren zu haben. Sektionsleiter ist Christoph Terhechte.
Die 42. Auflage des Forums zeigte 38 Filme im Hauptprogramm, davon 26 Welt- und acht internationale Premieren. Parallel existiert seit 2006 das Forum Expanded, das an verschiedenen Orten in Berlin Film- und Video-Installationen präsentiert.
- Al Juma Al Akheira (The Last Friday) von Yahya Alabdallah (Jordanien, Vereinigte Arabische Emirate)
- Ang Babae sa Septic Tank (The Woman in the Septic Tank) von Marlon N. Rivera (Philippinen)
- Avalon von Axel Petersén (Schweden)
- Bagrut Lochamim (Soldier / Citizen) von Silvina Landsmann (Israel)
- Bestiaire von Denis Côté (Kanada, Frankreich)
- Beziehungsweisen (Negotiating Love) von Calle Overweg (Deutschland)
- La demora (The Delay) von Rodrigo Plá (Uruguay, Mexiko, Frankreich)
- Escuela normal (Normal School) von Celina Murga (Argentinien)
- Espoir voyage von Michel K. Zongo (Frankreich, Burkina Faso)
- Formentera von Ann-Kristin Reyels (Deutschland)
- For Ellen von So Yong Kim (Vereinigte Staaten)
- Francine von Brian M. Cassidy und Melanie Shatzky (Vereinigte Staaten, Kanada)
- friends after 3.11 von Shunji Iwai (Japan)
- Habiter / Construire (Living / Building) von Clémence Ancelin (Frankreich)
- Hemel von Sacha Polak (Niederlande, Spanien)
- Hiver nomade (Winter Nomads) von Manuel von Stürler (Schweiz)
- Jaurès von Vincent Dieutre (Frankreich)
- Kashi (Choked) von Kim Joong-hyun (Südkorea)
- Kazoku no kuni (家族の国; Our Homeland) von Yang Yonghi (Japan)
- Kid-Thing von David Zellner (Vereinigte Staaten)
- Koi ni itaru yamai (恋に至る病; The End of Puberty) von Shōko Kimura (Japan)
- Die Lage (Condition) von Thomas Heise (Deutschland)
- No Man’s Zone (無人地帯, Mujin chitai) von Toshi Fujiwara (Japan, Frankreich)
- Nuclear Nation von Atsushi Funahashi (Japan)
- Parabeton – Pier Luigi Nervi und römischer Beton (Parabeton – Pier Luigi Nervi and Roman Concrete) von Heinz Emigholz (Deutschland)
- Modest Reception – Die Macht des Geldes (Paziraie Sadeh) von Mani Haghighi (Iran)
- Příliš mladá noc (A Night Too Young) von Olmo Omerzu (Tschechische Republik, Slowenien)
- Revision von Philip Scheffner (Deutschland)
- Salsipuedes von Mariano Luque (Argentinien)
- Sekret (Secret) von Przemysław Wojcieszek (Polen)
- Sleepless Knights von Stefan Butzmühlen und Christina Diz (Deutschland)
- Le sommeil d’or (Golden Slumbers) von Davy Chou (Frankreich, Kambodscha)
- Spanien (Spain) von Anja Salomonowitz (Österreich)
- Tepenin Ardı (Beyond the Hill) von Emin Alper (Türkei, Griechenland)
- Tiens moi droite (Keep Me Upright) von Zoé Chantre (Frankreich)
- Toată lumea din familia noastră (Everybody in Our Family) von Radu Jude (Rumänien, Niederlande)
- What Is Love von Ruth Mader (Österreich)
- Zavtra (Tomorrow) von Andrey Gryazev (Russland)

Sonderaufführungen
- Brand X von Wynn Chamberlain (Vereinigte Staaten, 1970)
- in arbeit / en construction / w toku / lavori in corso (in the works) von Minze Tummescheit und Arne Hector (Deutschland, 2012)
- Lawinen der Erinnerung von Dominik Graf (Deutschland, 2012)
- Swoon von Tom Kalin (Vereinigte Staaten, 1992)
- Bakumatsu Taiyōden (The Sun in the Last Days of the Shogunate) von Yūzō Kawashima (Japan, 1957)
- Kino to Ashita no Aida (Between Yesterday and Tomorrow) von Yūzō Kawashima (Japan, 1954)
- Suzaki Paradaisu Akashingo (Suzaki Paradise: Red Light) von Yūzō Kawashima (Japan, 1956)
- The Connection von Shirley Clarke (Vereinigte Staaten, 1961)
- Ornette: Made in America von Shirley Clarke (Vereinigte Staaten, 1985)
- Peov Chouk Sor von Tea Lim Koun (Kambodscha, 1967)
- Puos Keng Kang (The Snake Man) von Tea Lim Koun (Kambodscha, 1970)
- Puthisen Neang Kongrey (12 Sisters) von Ly Bun Yim (Kambodscha, 1968)

### Perspektive Deutsches Kino
Die Sektion Perspektive Deutsches Kino wurde zum elften Mal veranstaltet und zeigt aktuelle deutsche Dokumentar- und Spielfilmproduktionen. Zugelassen waren Spiel-, Dokumentar- und Experimentalfilme mit einer Mindestlaufzeit von 20 Minuten. Eine vorherige Teilnahme an einem Filmfestival war kein Ausschlusskriterium. Eröffnet wird die Reihe mit dem Dokumentarfilm Man for a Day von Katarina Peters. Am 10. Januar 2012 wurde das komplette Programm präsentiert, das von der Sektionsleiterin Linda Söffker als „Die DDR war bunt, die Jugend ist kritisch und gute Filme erzählen sich im Kopf zu Ende“ umschrieben wurde.
| Filmtitel                                            | Regie                    | Darsteller (Auswahl)                             |
| ---------------------------------------------------- | ------------------------ | ------------------------------------------------ |
| Ararat                                               | Engin Kundag             | Pinar Erincin, Claudio Schulz-Keune, Erdal Kacar |
| Dichter und Kämpfer                                  | Marion Hütter            | Dokumentarfilm                                   |
| Gegen Morgen                                         | Joachim Schoenfeld       |                                                  |
| Karaman                                              | Tamer Yiğit Branka Prlić | Isilay Gül                                       |
| Man for a Day                                        | Katarina Peters          | Dokumentarfilm                                   |
| Rodicas                                              | Alice Gruia              | Dokumentarfilm                                   |
| Sometimes we sit and think and sometimes we just sit | Julian Pörksen           |                                                  |
| Sterben nicht vorgesehen                             | Matthias Stoll           | Dokumentarfilm                                   |
| Tage in der Stadt                                    | Janis Mazuch             | Pascale Schiller                                 |
| This Ain’t California                                | Marten Persiel           | Dokumentarfilm                                   |
| Trattoria                                            | Soleen Yusef             |                                                  |
| Die Vermissten                                       | Jan Speckenbach          | André Hennicke                                   |
| Westerland                                           | Tim Staffel              |                                                  |

### Generation
Diese Berlinale-Sektion (Bis 2006: Kinderfilmfest) zeigt seit 1978 für Kinder und Jugendliche geeignete internationale Filmproduktionen. Zugelassen waren Langfilme mit einer Laufzeit von mindestens 60 Minuten und Kurzfilme mit mindestens 30 Minuten Lauflänge. Ausländische Produktionen durften vorab auf einem außereuropäischen Festival gezeigt, im Ursprungsland im Fernsehen ausgestrahlt oder über Video-on-Demand vertrieben werden. Europäischen Filmen (ausgenommen deutschen Produktionen) war es vorab erlaubt, im Ursprungsland, auf einem nationalen Festival bzw. expliziten Kinder- bzw. Jugendfilmfestival veröffentlicht oder eine nationale Kinoauswertung erfahren zu haben. Als Auszeichnung wird je ein Gläserner Bär von einer Kinder- und Jugendjury an einen Spielfilm und eine Dokumentation vergeben. 2012 werden 58 Kurz- und Langfilme aus 32 Ländern gezeigt. Die Sektionsleiterin Maryanne Redpath umschrieb das Programm mit „Neue Entdeckungen und neugierige Entdecker“.
Generation Kplus – Spielfilme
- Arcadia von Olivia Silver (Vereinigte Staaten)
- Gattu von Rajan Khosa (Indien)
- Isdraken (The Ice Dragon) von Martin Högdahl (Schweden)
- Kauwboy von Boudewijn Koole (Niederlande)
- Kikoeteru, furi wo sita dake (Just Pretended to Hear) von Kaori Imaizumi (Japan)
- Die Kinder vom Napf (The Children from the Napf) von Alice Schmid (Schweiz)
- Lotte ja kuukivi saladus (Lotte and the Moonstone Secret) von Janno Põldma und Heiki Ernits (Estland/Lettland)
- The Mirror Never Lies von Kamila Andini (Indonesien)
- Nono von Rommel Tolentino (Philippinen)
- Pacha von Hector Ferreiro (Bolivien/Mexiko)
- Patatje Oorlog (Taking Chances) von Nicole van Kilsdonk (Niederlande)
- Zarafa von Rémi Bezançon und Jean-Christophe Lie (Frankreich/Belgien)

Generation 14plus – Spielfilme
- Comes A Bright Day von Simon Aboud (Großbritannien)
- Electrick Children von Rebecca Thomas (Vereinigte Staaten)
- Joven & Alocada (Young & Wild) von Marialy Rivas (Chile)
- Kronjuvelerna (The Crown Jewels) von Ella Lemhagen (Schweden)
- Lal Gece (Nicht of Silence) von Reis Çelik (Türkei)
- Magi I Luften (Love Is In The Air) von Simon Staho (Dänemark/Schweden)
- Maori Boy Genius von Pietra Brettkelly (Neuseeland) – Dokumentarfilm
- Un Mundo Secreto (A Secret World) von Gabriel Mariño (Mexiko)
- Mustafa’s Sweet Dreams von Angelos Abazoglou (Griechenland/Großbritannien)
- Una Noche – Eine Nacht in Havanna (Una Noche) von Lucy Mulloy (Vereinigte Staaten/Kuba/Großbritannien)
- Nosilatiaj. La Belleza (Beauty) von Daniela Seggiaro (Argentinien)
- Orchim LeRega (Off White Lies) von Maya Kenig (Israel/Frankreich)
- Snackbar von Meral Uslu (Niederlande)
- Two Little Boys von Robert Sarkies (Neuseeland)
- Wandeukyi (Punch) von Han Lee (Südkorea)

### Retrospektive und Hommage
Seit 1977 werden in Zusammenarbeit mit der Deutschen Kinemathek filmhistorische Retrospektiven auf der Berlinale gezeigt. 2012 wurden unter dem Titel Die rote Traumfabrik über 40 Stumm- und Tonfilme der sowjetischen Meschrabpom-Film und der deutschen Prometheus Film aufgeführt, die zwischen 1922 und 1936 entstanden. Die Stummfilme werden mit Live-Musik von internationalen Künstlern unterlegt.
Eine Auswahl der Retrospektive wird u. a. auch auf dem 55. Internationalen Festival für Dokumentar- und Animationsfilm (DOK Leipzig) sowie im März/April 2012 unter dem Titel The Red Dreamfactory im New Yorker Museum of Modern Art zu sehen sein.
Eine Werkschau („Hommagen“) widmete sich dem Schaffen der US-amerikanischen Schauspielerin Meryl Streep, die 2012 mit dem Goldenen Ehrenbären für ihr Lebenswerk ausgezeichnet wurde.

## Weitere Filme und Programmpunkte
In Zusammenarbeit mit der Retrospektive und den Fernsehsendern ARTE und ZDF wurde am 10. Februar 2012 im Friedrichstadt-Palast Sergei Eisensteins Oktober (1928, Октябрь – Oktjabr) aufgeführt. Der Film thematisiert die Oktoberrevolution im Herbst 1917 und wurde mit der Originalmusik von Edmund Meisel gezeigt.
Neben der Wettbewerbsjury gab es eine internationale Jury, die das beste Regiedebüt auszeichnete. Aus allen Sektionen beurteilten der deutsche Autor Moritz Rinke, die libanesische Kinoleiterin und Festivalchefin Hania Mroué und der US-amerikanische Schauspieler Matthew Modine die Erstlingswerke. Das Preisgeld in Höhe von 50.000 Euro, das sich Regisseur und Produzent teilen, wurde von der Gesellschaft zur Wahrnehmung von Film- und Fernsehrechten (GWFF) gestiftet.
Im Rahmen der Filmfestspiele fand zum zehnten Mal der Berlinale Talent Campus statt, eine jährliche Initiative zur Nachwuchsförderung. 4382 Bewerbungen aus 137 Ländern wurden eingereicht. 350 Filmschaffende aus ca. 90 Ländern nahmen ab 11. bis 16. Februar 2012 während der Berlinale an Veranstaltungen im Hebbel am Ufer teil. Der sogenannte Score Competition für Nachwuchsfilmkomponisten wurde von dem japanischen Musiker und Komponisten Ryūichi Sakamoto betreut. Weitere Referenten waren die Szenenbildner Alex McDowell, Uli Hanisch und Habib Zargarpour.
Am 17. Februar wurde während der Berlinale zum 26. Mal der schwul-lesbische bzw. Transgender-Filmpreis Teddy Award verliehen. Filme aus allen Berlinale-Sektionen konnten sich für eine Auszeichnung in drei Kategorien (bester Spielfilm, bester Dokumentar-/Essayfilm, bester Kurzfilm) qualifizieren. Der Special Teddy für eine künstlerische Lebensleistung wurde 2012 an die deutsche Regisseurin Ulrike Ottinger und den US-amerikanischen Transvestiten und Schauspieler Mario Montez verliehen.
Parallel zum Festival fand von 9. bis 17. Februar 2012 der European Film Market (EFM) statt, ein Handelsplatz für Produzenten, Verleiher, Filmeinkäufer und Co-Produktionsagenten und traditionell der erste internationale Filmmarkt des Jahres. Als Tagungsort dienten der Martin-Gropius-Bau und das Marriott Hotel am Potsdamer Platz. Gezeigt wurden 750 Filme.
Im Rahmen der Shooting-Star-Initiative der European Film Promotion (EFP) wurden zum 15. Mal europäische Nachwuchsdarsteller ausgezeichnet, darunter der Brite Riz Ahmed, der Schwede Bill Skarsgård, die Französin Adèle Haenel und die Deutsche Anna Maria Mühe.

## Preisträger
Internationaler Wettbewerb:
- Goldener Bär: Cesare deve morire  von Paolo und Vittorio Taviani
- Silberner Bär – Großer Preis der Jury: Csak a szél von Bence Fliegauf
- Silberner Bär – Beste Regie: Christian Petzold (Barbara)
- Silberner Bär – Beste Darstellerin: Rachel Mwanza (Rebelle)
- Silberner Bär – Bester Darsteller: Mikkel Boe Følsgaard (En kongelig affære)
- Silberner Bär – Herausragende künstlerische Leistung: Lutz Reitemeier (Kamera in Bai lu yuan)
- Silberner Bär – Bestes Drehbuch: Nikolaj Arcel und Rasmus Heisterberg (En kongelig affære)
- Alfred-Bauer-Preis: Tabu – Eine Geschichte von Liebe und Schuld (Tabu) von Miguel Gomes
- Silberner Bär – Lobende Erwähnung: Winterdieb (L’enfant d’en haut) von Ursula Meier

Erstlingsfilm
- Bester Erstlingsfilm: Kauwboy von Boudewijn Koole; Lobende Erwähnung: Tepenin Ardi von Emin Alper

Kurzfilmwettbewerb
- Goldener Bär: Rafa von João Salaviza
- Silberner Bär: Gurehto Rabitto von Atsushi Wada
- DAAD Kurzfilmpreis: The Man that Got Away von Trevor Anderson
- Kurzfilm-Nominierung für den Europäischen Filmpreis 2012: Vilaine Fille Mauvais Garçon von Justine Triet

Ehrenpreise
- Goldener Ehrenbär: Meryl Streep
- Berlinale Kamera: Studio Babelsberg, Haro Senft und Ray Dolby

Generation
- Gläserner Bär für den besten Film (Generation Kplus Kinderjury): Arcadia von Olivia Silver; Lobende Erwähnung: Kikoeteru, furi wo sita dake von Kaori Imaizumi
- Gläserner Bär für den besten Kurzfilm (Generation Kplus Kinderjury): Julian von Matthew Moore; Lobende Erwähnung: BINO von Billie Pleffer
- Gläserner Bär für den besten Film (Generation 14plus Jugendjury): Lal Gece von Reis Çelik; Lobende Erwähnung: Kronjuvelerna von Ella Lemhagen
- Gläserner Bär für den besten Kurzfilm (Generation 14plus Jugendjury): Meathead von Sam Holst; Lobende Erwähnung: 663114 von Isamu Hirabayashi
- Großer Preis des Deutschen Kinderhilfswerks für den besten Film: Kauwboy von Boudewijn Koole; Lobende Erwähnung: Gattu von Rajan Khosa
- Spezialpreis des Deutschen Kinderhilfswerks für den besten Kurzfilm: BINO von Billie Pleffer; Lobende Erwähnung: L von Thais Fujinaga

Preise unabhängiger Jurys
- Preis der Ökumenischen Jury: Cesare deve morire von Paolo und Vittorio Taviani (Sektion: Wettbewerb), Lobende Erwähnung: Rebelle von Kim Nguyen; Die Wand von Julian Roman Pölsler (Panorama), Lobende Erwähnung: Parada von Srđjan Dragojević; La demora von Rodrigo Plá (Forum)
- FIPRESCI-Preise: Tabu – Eine Geschichte von Liebe und Schuld (Tabu) von Miguel Gomes (Sektion: Wettbewerb), Atomic Age (L’âge atomique) von Héléna Klotz (Panorama), Hemel von Sacha Polak (Forum)
- Preis der Gilde deutscher Filmkunsttheater: À moi seule von Frédéric Videau
- Preise der C.I.C.A.E.: Death For Sale von Faouzi Bensaïdi (Panorama); Kazoku no kuni von Yang Yonghi (Forum)
- „Label Europa Cinemas“: My Brother The Devil von Sally El Hosaini; Lobende Erwähnung: Dollhouse von Kirsten Sheridan
- Teddy Awards: Keep the Lights On von Ira Sachs (Bester Spielfilm), Jaurès von Vincent Dieutre (Jurypreis), Call Me Kuchu von Malika Zouhali-Worrall und Katherine Fairfax Wright (Bester Dokumentarfilm), Loxoro von Claudia Llosa (Bester Kurzfilm)
- Made in Germany – Förderpreis Perspektive: Annekatrin Hendel für ihr Treatment zum Dokumentarfilm Disko
- Preis „Dialogue en perspective“ (Sektion: Perspektive Deutsches Kino): This Ain’t California von Marten Persiel
- Caligari-Filmpreis (Sektion: Forum): Tepenin Ardı von Emin Alper
- NETPAC-Preis: Modest Reception – Die Macht des Geldes (Paziraie Sadeh) von Mani Haghighi
- Friedensfilmpreis: Csak a szél von Bence Fliegauf
- Amnesty-International-Filmpreis: Csak a szél von Bence Fliegauf
- CINEMA-fairbindet-Preis: Call Me Kuchu von Malika Zouhali-Worrall und Katherine Fairfax Wright

Leser- und Publikumspreise
- Publikumspreis der Sektion Panorama – Spielfilm: Parada (1. Platz), Diaz – Don’t Clean Up This Blood (2. Platz), Xingu (3. Platz)
- Publikumspreis der Sektion Panorama – Dokumentarfilm: Marina Abramovic The Artist is Present (1. Platz), Call Me Kuchu (2. Platz), La Vierge, les Coptes et Moi  (3. Platz)
- Leserpreis der Berliner Morgenpost: Barbara von Christian Petzold
- Leserpreis des Tagesspiegels: La demora von Rodrigo Plá
- Leserpreis der Siegessäule („Else“): Parada von Srđan Dragojević
- Berlin Today Award (Kurzfilmwettbewerb des Berlinale Talent Campus): Batman at the Checkpoint von Rafael Balulu (Israel)